# Philonotis marangensis
Philonotis marangensis är en bladmossart som beskrevs av Brotherus 1897. Philonotis marangensis ingår i släktet källmossor, och familjen Bartramiaceae. Inga underarter finns listade i Catalogue of Life.